# Бєдунова Ізольда Василівна
Ізольда Василівна Бєдунова (нар. 29 вересня 1959, місто Горлівка, Донецька область) — українська радянська діячка, плиточниця-облицювальниця будівельного управління № 7 тресту «Горлівськжитлобуд». Депутат Верховної Ради УРСР 11-го скликання.

## Життєпис
Освіта середня.
З 1978 року — плиточниця-облицювальниця будівельного управління № 7 тресту «Горлівськжитлобуд» Донецької області.
Проживала в місті Горлівці Донецької області.

## Нагороди
- ордени
- медалі